# Cornetiet
Het mineraal cornetiet is een koper-fosfaat met de chemische formule Cu3(OH)3PO4.

## Eigenschappen
Het doorzichtig tot doorschijnend groenblauw tot donkerblauwe cornetiet heeft een glasglans, een blauwe streepkleur en het mineraal kent geen splijting. Het kristalstelsel is orthorombisch. Cornetiet heeft een gemiddelde dichtheid van 4,1, de hardheid is 4,5 en het mineraal is niet radioactief.

## Voorkomen
Cornetiet is een zeldzaam koperfosfaat dat voornamelijk gevonden wordt in de koperaders in de provincie Katanga in de Democratische Republiek Congo. Een typelocatie is niet nader gedefinieerd.